# Шевченко, Александр Александрович (шахтёр)
Александр Александрович Шевченко (1919—1989) — бригадир бригады проходчиков шахты № 10 имени Володарского, Герой Социалистического Труда.

## Биография
Родился 22 сентября 1919 года в селе Малая Даниловка Дергачевского района Харьковской области в семье колхозников.
В 1932 году, после окончания начальной школы, в возрасте четырнадцати лет начал трудовую деятельность учеником слесаря, затем слесарем на одном из харьковских заводов.
В 1939 году был призван в армию, служил связистом в Харьковском военном округе.
А. А. Шевченко — участник ВОВ с первого и до последнего её дня. Прошёл войну старшим телефонистом, начальником телефонной станции на Северо-Кавказском, Приморском, 2-м Белорусском фронтах, в Южной группе войск.
В марте 1947 года переехал в Свердловск, где начал работать бригадиром проходчиков на шахте № 10 имени Володарского. С этой шахтой была связана вся его дальнейшая трудовая деятельность. Двадцать три года — с 1947 по 1970 годы (один из уникальнейших показателей отечественного углепрома) — Шевченко возглавлял бригаду проходчиков на шахте № 10 имени Володарского.
В 1966 году за высокие показатели в труде в годы семилетки А. А. Шевченко присвоено звание Героя Соц. Труда. Он также награждён орденами Ленина, Трудового Красного Знамени, Октябрьской революции, медалями «За боевые заслуги», «За оборону Кавказа», «За взятие Кенигсберга».
С 1970 по 1971 годы, до выхода на пенсию, работал крепильщиком, мастером ОТК на шахте № 10 имени Володарского.
С 1982 по 1986 год, находясь на пенсии, работал слесарем на родной шахте.
Умер 15 января 1989 года.

## Награды
- В 1966 году за высокие показатели в труде в годы семилетки А. А. Шевченко присвоено звание Героя Соц. Труда.
- Орден Ленина,
- Орден Трудового Красного Знамени,
- Орден Октябрьской революции,
- Медаль «За боевые заслуги»,
- Медаль «За оборону Кавказа»,
- Медаль «За взятие Кенигсберга».